# Vangaži
Vangaži er beliggende i Rigas distrikt i det centrale Letland og fik byrettigheder i 1991. Byens udvikling eskalerede da man i 1950'erne opførte en cementfabrik. Før Letlands selvstændighed i 1918 var byen også kendt på sit tyske navn Wangasch.